# Portuguese Fireplace
O Portuguese Fireplace é um memorial de Primeira Guerra Mundial no New Forest, perto da aldeia de Lyndhurst, Hampshire, Inglaterra. Está localizado na estrada entre Bolderwood e Emery Down.

## Placa comemorativa

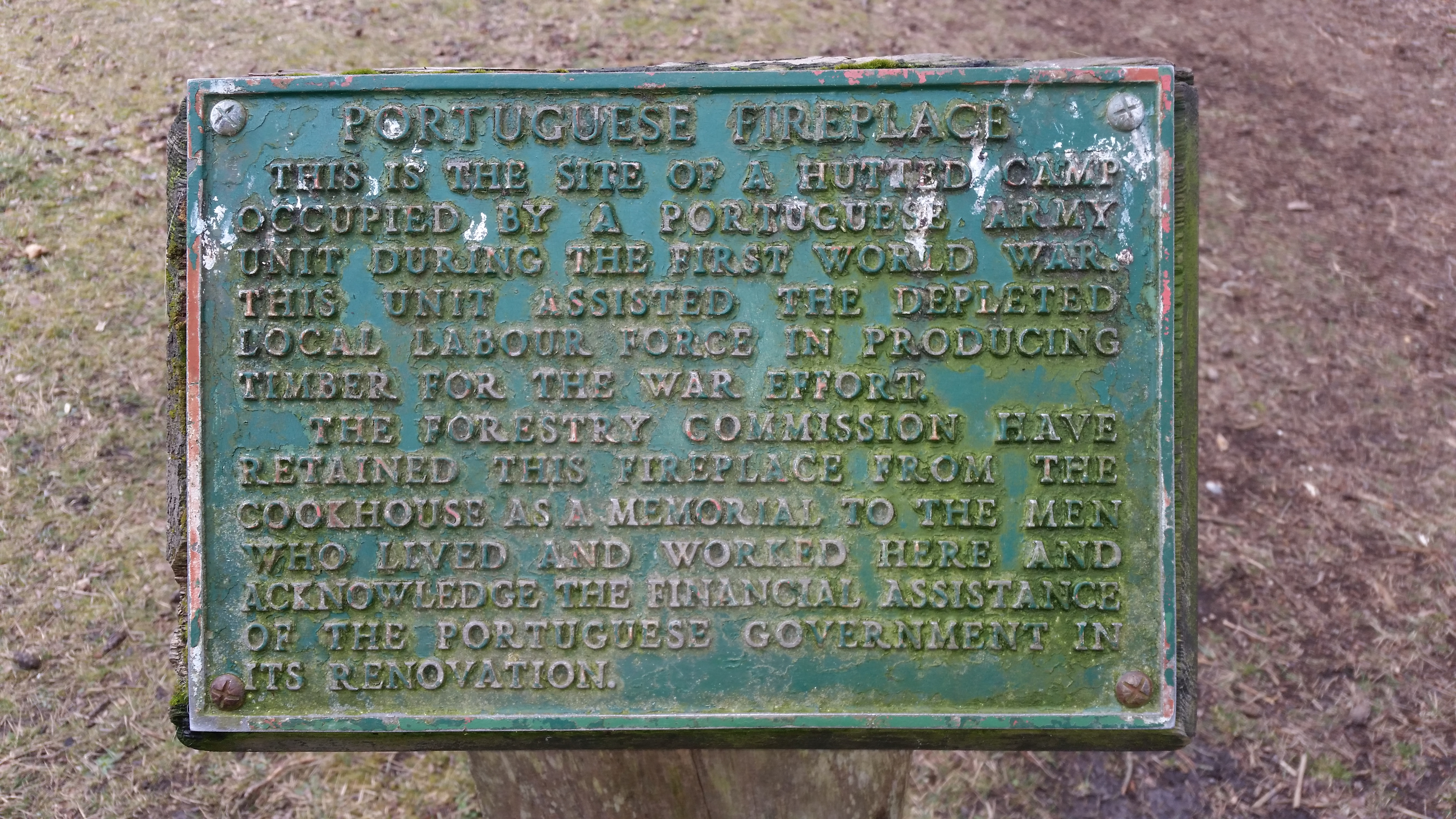
Placa ao lado do Portuguese Fireplace

Ao lado do memorial é uma placa que explica:-
"This is the site of a hutted camp occupied by a Portuguese army unit during the first World War. This unit assisted the depleted local labour force in producing timber for the war effort. The Forestry Commission have retained the fireplace from the cookhouse as a memorial to the men who lived and worked here and acknowledge the financial assistance of the Portuguese government in its renovation." 
em português:-
"Este é o local de um acampamento hutado ocupado por uma unidade do exército português durante a primeira Guerra Mundial. Esta unidade ajudou a força de trabalho local empobrecida na produção de madeira para o esforço de guerra. A Comissão Florestal manteve a lareira da cozinha como um memorial para os homens que viveram e trabalharam aqui e reconhecer a assistência financeira do governo português em sua renovação ".